# Thoriosa spadicea
Thoriosa spadicea är en spindelart som först beskrevs av Simon 1910.  Thoriosa spadicea ingår i släktet Thoriosa och familjen Ctenidae. Inga underarter finns listade i Catalogue of Life.